# Череп'яги (Опочецький район)
Череп'яги (рос. Черепяги) — присілок в Опочецькому районі Псковської області Російської Федерації.
Населення становить 0 осіб. Входить до складу муніципального утворення Глубоковська волость.

## Історія
Від 2015 року входить до складу муніципального утворення Глубоковська волость.

## Населення
| 2002 | 2016 |
| ---- | ---- |
| 4    | ↘0   |